# Ancherythroculter wangi
Ancherythroculter wangi är en fiskart som först beskrevs av Tchang 1932.  Ancherythroculter wangi ingår i släktet Ancherythroculter och familjen karpfiskar. Inga underarter finns listade i Catalogue of Life.